# Llista de Distincions Jaume Vicens Vives
Informació actualitzada per un bot. Els canvis manuals es perdran quan s'actualitzi!
| item       | ?item                              | ?itemDescription                                                            | ?occupations                                                                            | ?genders      | ?quan | ?wpca                                                            |
| ---------- | ---------------------------------- | --------------------------------------------------------------------------- | --------------------------------------------------------------------------------------- | ------------- | ----- | ---------------------------------------------------------------- |
| Q47708168  | Agustí Pérez-Foguet                | Engineering and Architecture                                                | investigador, enginyer                                                                  | masculí       | 2006  |                                                                  |
| Q56654324  | Ann-Marie Holm-Nielsen             |                                                                             | filòsofa                                                                                | femení        | 2015  |                                                                  |
| Q60516965  | Anna Pagès Santacana               | filòsofa catalana                                                           | professora d'universitat, filòsofa                                                      | femení        | 2021  | https://ca.wikipedia.org/wiki/Anna_Pag%C3%A8s_Santacana          |
| Q11905814  | Antoni Carreras i Casanovas        | historiador espanyol                                                        | historiador, advocat                                                                    | masculí       | 2017  | https://ca.wikipedia.org/wiki/Antoni_Carreras_i_Casanovas        |
| Q56696489  | Antoni Font Ribas                  |                                                                             | advocat                                                                                 | masculí       | 2008  |                                                                  |
| Q56696490  | Antonio Aguado de Cea              | Investigador al departament d'enginyeria civil i ambiental                  | investigador                                                                            | masculí       | 2008  |                                                                  |
| Q56696493  | Azael Fabregat Llangostera         | enginyer químic                                                             | enginyer químic                                                                         | masculí       | 2009  |                                                                  |
| Q57483258  | Barbara Biglia                     | Investigadora de la Universitat Rovira i Virgili                            | professora d'universitat                                                                | femení        | 2022  |                                                                  |
| Q56696501  | Carles Barceló Vidal               | estadístic català                                                           | estadístic, professor d'universitat                                                     | masculí       | 2013  |                                                                  |
| Q56696499  | Carlos Cantero Martínez            | researcher                                                                  | investigador, enginyer                                                                  | masculí       | 2012  |                                                                  |
| Q55872842  | Claudi Alsina Català               | matemàtic barceloní                                                         | professor d'universitat, matemàtic                                                      | masculí       | 1999  | https://ca.wikipedia.org/wiki/Claudi_Alsina_Catal%C3%A0          |
| Q56654326  | Concepció Amat Miralles            |                                                                             | fisiòloga                                                                               | femení        | 2016  |                                                                  |
| Q56696478  | Cristòbal Mezquita i Pla           |                                                                             | professor d'universitat                                                                 | masculí       | 1997  |                                                                  |
| Q112182748 | Diana Ferrer i Vidal               |                                                                             | professora de dret                                                                      | femení        | 2018  |                                                                  |
| Q35028535  | Eduard Bonet i Guinó               |                                                                             | matemàtic                                                                               | masculí       | 2006  |                                                                  |
| Q56654322  | Elena Valderrama Vallés            |                                                                             | arquitecta                                                                              | femení        | 2014  |                                                                  |
| Q19288721  | Enric Lluch i Martín               |                                                                             | geògraf, catedràtic                                                                     | masculí       | 2000  | https://ca.wikipedia.org/wiki/Enric_Lluch_i_Mart%C3%ADn          |
| Q57934698  | Eva Martin Fuentes                 | investigadora catalana                                                      | investigadora                                                                           | femení        | 2023  |                                                                  |
| Q50803610  | Ferran Marqués Acosta              |                                                                             | investigador, enginyer                                                                  | masculí       | 2011  |                                                                  |
| Q11013986  | Francesc Abel i Fabre              | metge, teòleg i jesuïta català. Pioner en el desenvolupament de la bioètica | metge                                                                                   | masculí       | 2007  | https://ca.wikipedia.org/wiki/Francesc_Abel_i_Fabre              |
| Q56696477  | Francesc Xavier Barà i Termes      |                                                                             | enginyer                                                                                | masculí       | 1996  |                                                                  |
| Q53199874  | Francesca Peiró                    | investigadora catalana                                                      | investigadora                                                                           | femení        | 2022  |                                                                  |
| Q56654318  | Isabel del Arco Bravo              |                                                                             | psicopedagoga                                                                           | femení        | 2011  |                                                                  |
| Q55623007  | Jaume Torras Elias                 |                                                                             | professor titular, historiador                                                          | masculí       | 2008  |                                                                  |
| Q18811680  | Joan Estruch i Gibert              |                                                                             | sociòleg, traductor, professor d'universitat                                            | masculí       | 2009  | https://ca.wikipedia.org/wiki/Joan_Estruch_i_Gibert              |
| Q21608923  | Joan Simon Pallisé                 | botànic català                                                              | farmacèutica, investigadora, botànica                                                   | masculífemení | 2014  |                                                                  |
| Q56696496  | Jordi Pérez Sánchez                |                                                                             | psicòleg                                                                                | masculí       | 2011  |                                                                  |
| Q11928500  | Josep Carreras i Barnés            | metge, cirurgià i catedràtic català                                         | catedràtic, metge                                                                       | masculí       | 2007  | https://ca.wikipedia.org/wiki/Josep_Carreras_i_Barn%C3%A9s       |
| Q60168218  | Josep Duran i Carpintero           | químic català                                                               | professor d'universitat, químic                                                         | masculí       | 2019  |                                                                  |
| Q56696504  | Josep Eladi Baños Díez             |                                                                             | farmacèutic, metge                                                                      | masculí       | 2015  | https://ca.wikipedia.org/wiki/Josep-Eladi_Ba%C3%B1os_D%C3%ADez   |
| Q122861674 | Josep Holgado Garcia               | professor d'universitat català                                              | professor d'universitat                                                                 | masculí       | 2023  |                                                                  |
| Q56654315  | Josep Manel Casanova Seuma         |                                                                             | investigador                                                                            | masculí       | 2004  |                                                                  |
| Q11928673  | Josep Maria Casasús i Guri         | periodista català                                                           | periodista                                                                              | masculí       | 2013  | https://ca.wikipedia.org/wiki/Josep_Maria_Casas%C3%BAs_i_Guri    |
| Q11928681  | Josep Maria Coll i Alemany         |                                                                             | filòsof, catedràtic                                                                     | masculí       | 2014  | https://ca.wikipedia.org/wiki/Josep_Maria_Coll_i_d%27Alemany     |
| Q11928731  | Josep Maria Nadal i Farreras       | filòleg català                                                              | filòleg, lingüista, catedràtic, escriptor                                               | masculí       | 2009  | https://ca.wikipedia.org/wiki/Josep_Maria_Nadal_i_Farreras       |
| Q59186055  | Josep Maria Rossell Garriga        | Professor universitari català                                               | investigador, professor d'universitat                                                   | masculí       | 2022  |                                                                  |
| Q2554859   | Josep Maria Terricabras i Nogueras | filòsof i traductor català                                                  | filòsof, professor d'universitat, polític, escriptor                                    | masculí       | 2021  | https://ca.wikipedia.org/wiki/Josep_Maria_Terricabras_i_Nogueras |
| Q56696503  | Joseph Hopkins                     | recercaire i lingüista                                                      | lingüista                                                                               | masculí       | 2014  |                                                                  |
| Q3042205   | José Manuel Blecua Perdices        | filòleg espanyol                                                            | filòleg, professor d'universitat, escriptor                                             | masculí       | 2005  | https://ca.wikipedia.org/wiki/Jos%C3%A9_Manuel_Blecua_Perdices   |
| Q56654337  | Julita Oliveras Masramon           | Biòloga i divulgadora científica catalana                                   | biòloga, divulgadora científica                                                         | femení        | 2017  |                                                                  |
| Q56696494  | Lluís Albert Bonals Muntada        | investigador                                                                | professor d'universitat, enginyer                                                       | masculí       | 2010  |                                                                  |
| Q11933688  | Lluís Victori i Companys           | religiós i químic català                                                    | químic                                                                                  | masculí       | 2009  | https://ca.wikipedia.org/wiki/Llu%C3%ADs_Victori_i_Companys      |
| Q47507128  | Luis Castañer Muñoz                | Investigador ORCID:0000-0002-1988-6468                                      | investigador, enginyer                                                                  | masculí       | 2009  | https://ca.wikipedia.org/wiki/Luis_Casta%C3%B1er_Mu%C3%B1oz      |
| Q56654329  | M. Jesús Espuny Tomás              |                                                                             | advocada                                                                                | femení        | 2016  |                                                                  |
| Q56654335  | Mar Sabadell Bosch                 |                                                                             | advocada                                                                                | femení        | 2017  |                                                                  |
| Q18222422  | Maria Antònia Canals i Tolosa      | mestra i matemàtica catalana, renovadora pedagògica                         | matemàtica, professora d'universitat, mestra d'escola                                   | femení        | 2001  | https://ca.wikipedia.org/wiki/Maria_Ant%C3%B2nia_Canals_i_Tolosa |
| Q77860476  | Maria Dolors Grau Vilalta          | investigadora catalana                                                      | investigadora                                                                           | femení        | 2023  |                                                                  |
| Q112182751 | Maria Jesús Marco Galindo          | professora d'universitat catalana                                           | informàtica, professora d'universitat                                                   | femení        | 2021  |                                                                  |
| Q122866234 | Maria Jesús Morata Garcia          | Professora d'universitat catalana                                           | professora d'universitat                                                                | femení        | 2022  |                                                                  |
| Q56654320  | Maria Rosa Fenoll Brunet           |                                                                             | metgessa, metja, investigadora                                                          | femení        | 2013  |                                                                  |
| Q93414015  | Marta Sancho i Planas              |                                                                             | historiadora, professora d'universitat                                                  | femení        | 2019  |                                                                  |
| Q56696498  | Miguel Cervera Ruiz                |                                                                             | investigador, enginyer                                                                  | masculí       | 2012  |                                                                  |
| Q77863235  | Miguel Valero Garcia               | Investigador ORCID:0000-0003-2092-027X                                      | investigador                                                                            | masculí       | 2019  |                                                                  |
| Q18509199  | Miquel Gassiot i Matas             | químic català                                                               | químic                                                                                  | masculí       | 2008  | https://ca.wikipedia.org/wiki/Miquel_Gassiot_i_Matas             |
| Q56696495  | Miquel Tresserras Majó             |                                                                             | filòsof                                                                                 | masculí       | 2011  |                                                                  |
| Q56654331  | Montse Guitert i Catasús           | experta en aprenentatge digital i catedràtica a la UOC                      | professora d'universitat, investigadora principal, Investigadora educativa              | femení        | 2016  |                                                                  |
| Q88313588  | Nancy Babio                        | nutricionista catalana                                                      | investigadora                                                                           | femení        | 2020  |                                                                  |
| Q9051664   | Octavi Fullat i Genís              |                                                                             | sacerdot catòlic, clergue regular, filòsof, professor d'universitat, pedagog, escriptor | masculí       | 1998  | https://ca.wikipedia.org/wiki/Octavi_Fullat_i_Gen%C3%ADs         |
| Q112183987 | Patricia Garcia-Duran Huet         |                                                                             | professora d'universitat, economista                                                    | femení        | 2020  |                                                                  |
| Q102278466 | Pere Pascual Gainza                |                                                                             | matemàtic                                                                               | masculí       | 2018  |                                                                  |
| Q11941618  | Pilar Benejam i Arguimbau          | escriptora menorquina                                                       | escriptora, professora d'universitat, geògrafa, pedagoga                                | femení        | 2002  | https://ca.wikipedia.org/wiki/Pilar_Benejam_i_Arguimbau          |
| Q24703686  | Pilar González i Duarte            | química catalana                                                            | química, científica, professora d'universitat, investigadora                            | femení        | 2004  | https://ca.wikipedia.org/wiki/Pilar_Gonz%C3%A1lez_i_Duarte       |
| Q11946715  | Salomó Marquès i Sureda            | Pedagog català                                                              | pedagog, escriptor                                                                      | masculí       | 2006  | https://ca.wikipedia.org/wiki/Salom%C3%B3_Marqu%C3%A8s_i_Sureda  |
| Q56696505  | Salvador Roura Ferret              | informàtic català                                                           | professor d'universitat, informàtic                                                     | masculí       | 2015  |                                                                  |
| Q56654333  | Sílvia Simon Rabasseda             | química computacional catalana                                              | química, professora d'universitat, divulgadora científica                               | femení        | 2017  | https://ca.wikipedia.org/wiki/S%C3%ADlvia_Simon_Rabasseda        |
| Q112182750 | Sílvia Sivera i Bello              |                                                                             | professora d'universitat, publicista                                                    | femení        | 2020  |                                                                  |
| Q14105650  | Teresa San Román Espinosa          | catedràtica emèrita d'antropologia                                          | professora d'universitat, antropòloga                                                   | femení        | 2010  | https://ca.wikipedia.org/wiki/Teresa_San_Rom%C3%A1n_Espinosa     |
| Q105823246 | Teresa Sancho Vinuesa              | catedràtica de matemàtiques                                                 | matemàtica, investigadora, investigadora principal                                      | femení        | 2018  |                                                                  |
| Q56696482  | Xavier Gómez i Arbonés             | metge                                                                       | metge                                                                                   | masculí       | 2005  |                                                                  |